# Мокрые Вражки
Мокрые Вражки — поселок в Мокшанском районе Пензенской области. Входит в состав Нечаевского сельсовета.

## География
Находится в центральной части Пензенской области на расстоянии приблизительно 26 км по прямой на запад-северо-запад от северо-западной окраины областного центра города Пенза.

## История
Основан в первой половине XIX века. Перед отменой крепостного права показан за Алексеем Михайловичем Евсюковым. В 1910 году — деревня Мокрый Вражек Успенской волости Мокшанского уезда, 23 двора. В 1926 году — Орловского сельсовета Студенецкой укрупнённой волости Пензенского уезда. В 1939 году — центр Нечаевского сельсовета Мокшанского района. В 2004 году оставались 2 хозяйства.

## Население
Численность населения: 64 человека (1864 год), 122 (1910), 183 (1926), 103 (1959), 16 (1979), 3 (1989), 3 (1996). Население составляло 4 человека (русские 75 %) в 2002 году, 3 в 2010.